# Goian
Goian (in russo Гояны)  è un comune della Moldavia controllato dalla autoproclamata repubblica di Transnistria. È compreso nel Distretto di Dubăsari con 676 abitanti (dato 2005)

## Località
Il comune è formato dall'insieme delle seguenti località:
- Goian (Гояны)
- Iagorlîc (Ягорлык)